# Chrypiwka
Chrypiwka (ukrainisch Хрипівка; russisch Хриповка Chripowka) ist ein Dorf in der ukrainischen Oblast Tschernihiw mit etwa 470 Einwohnern (2023).
Das 1611 erstmals schriftlich erwähnte Dorf liegt an der Regionalstraße P–13 4 km südlich vom ehemaligen Rajonzentrum Horodnja und 57 km nordöstlich vom Oblastzentrum Tschernihiw, durch den Ort fließt der Fluss Tschybrysch (Чибриж).
Am 4. September 2017 wurde das Dorf ein Teil der neugegründeten Stadtgemeinde Horodnja, bis dahin bildete es zusammen mit den Dörfern Piwniwschtschyna (Півнівщина) und Politrudnja (Політрудня) die gleichnamige Landratsgemeinde Chrypiwka (Хрипівська сільська рада/Chrypiwska silska rada) im Osten des Rajons Horodnja.
Am 17. Juli 2020 kam es im Zuge einer großen Rajonsreform zum Anschluss des Rajonsgebietes an den Rajon Tschernihiw.

## Persönlichkeiten
1928 kam in Chrypiwka der sowjetische Dissident und Bürgerrechtler, ukrainische Politiker, Diplomat und Schriftsteller Lewko Lukjanenko zur Welt.